# أيلين بافييرا
أيلين سان بابلو بافييرا (26 أغسطس 1959 - 21 مارس 2020) عالمة سياسية وعالمة نفسية فلبينية. وأحد كبار خبراء الصين في بلادها.

## حياتها وتعليمها
في أكتوبر 1979، حصلت بافييرا على درجة بكالوريوس العلوم في العلاقات الخارجية، مع مرتبة الشرف من جامعة الفلبين. وبسبب أنها كانت طالبة تدرس التاريخ الصيني الحديث في جامعة بكين، فقد سُمح لها بإجراء بحوث في الصين لأول مرة من 1981 إلى 1983. درست اللغة الصينية، وحصلت على دبلوم من معهد بكين للغات وسافرت إلى شمال وغرب البلاد. في عام 1987، حصلت بافاريا على بكالوريوس الآداب في الدراسات الآسيوية، متخصصة في الصين وشرق آسيا. متبوعة بشهادة دكتوراه في العلوم السياسية عام 2003.
من عام 1980 إلى عام 1986، عملت كباحثة ومدربة في معهد العلاقات الخارجية في وزارة الخارجية. ثم عملت كمعلمة في كلية العلوم السياسية في جامعة الفلبين حتى عام 1990، وعملت كمنسقة بحوث في مركز موارد التنمية في الفلبين والصين حتى عام 1993. كانت بافييرا رئيسة مركز العلاقات الدولية والدراسات الإستراتيجية لمعهد الخدمة الخارجية من يونيو 1993 إلى مايو 1998 وفي نفس الوقت معلمة من 1996 إلى 1997 في كلية العلوم السياسية بجامعة أتينيو دي مانيلا.
من يونيو 1998 إلى ديسمبر 2001، كانت بافييرا مديرة تنفيذية لمركز موارد التنمية في الفلبين والصين وفي نفس الوقت وحتى يونيو 2005 كانت تعمل كأستاذ مشارك في جامعة آسيا الوسطى في الفلبين. ومن سبتمبر 2003 إلى أكتوبر 2009، كانت عميد المركز الآسيوي. ومن يوليو 2005 عملت كأستاذ ورئيس تحرير دراسات السياسة التنظيمية الآسيوية والسياسة في واشنطن العاصمة. ولاحقا أصبحت الرئيس والمدير التنفيذي لمؤسسة مسارات آسيا والمحيط الهادئ للتقدم.

## الموت
توفيت بافييرا بسبب الالتهاب الرئوي الناجم عن فيروس COVID-19 في صباح يوم 21 مارس 2020 في مستشفى سان لازارو، مانيلا، الفلبين. أصيبت بالمرض في 12 مارس، وكانت قد عادت من باريس - فرنسا بعد أن شاركت في مؤتمر هناك. كانت بافييرا هي أرملة الراحل فيليجاس بافييرا الذي توفي بنوبة قلبية في 2018،

## منشورات (انتخابات)
- المواقف والسلوك السياسي المعاصر للصينيين في مترو مانيلا، 1994.
- الأمن الإقليمي في شرق آسيا: تحديات التعاون وبناء المجتمع، 2008.